# Приморлаг (1939—1940)
Приморський залізничний ВТТ та Будівництво 206 (рос. ПРИМОРСКИЙ ЖЕЛЕЗНОДОРОЖНЫЙ ИТЛ И СТРОИТЕЛЬСТВО 206, Приморлаг) — підрозділ, що діяв в системі виправно-трудових установ СРСР.

## Історія
Приморлаг був створений у 1939 році. Управління Приморлага розташовувалося на станції Роздольна, Приморської залізниці (нині село Роздольне, Приморський край). В оперативному командуванні він підпорядковувався Управлінню залізничного будівництва на Далекому Сході (УЖДС ДВ).
Максимальна одноразова кількість ув'язнених могло становити понад 62 000 осіб.
Приморлаг припинив своє існування в 1940 році і його виробнича база була передана Амурському залізничному виправно-трудовому табору.

## Виконувані роботи
Обслуговування Будівництва 206 (залізничної лінії Роздольна-Посьєт).
Пізніше Буд-во 206 обслуговував Амурський залізничний ВТТ, ще пізніше — Буреїнський ВТТ.